# Nguyễn Minh Trí
Nguyễn Minh Trí là cầu thủ bóng đá trong nhà (Futsal) chơi ở vị trí pivot (tiền đạo) cho Câu lạc bộ bóng đá trong nhà Thái Sơn Nam. Anh sinh ngày 8 tháng 4 năm 1996, tại thành phố Phước Tân Hưng, tỉnh Long An. Anh là người đạt được danh hiệu Quả bóng vàng Việt Nam - quả bóng Bạc Futsal Nam năm 2016. Anh mặc áo số 8, là thành viên của tổ đấu thứ hai của Đội tuyển bóng đá trong nhà quốc gia Việt Nam. Anh và đội bóng của anh đã 8 lần lên ngôi vô địch tại Giải bóng đá trong nhà vô địch quốc gia Việt Nam

## Sự nghiệp
Năm 2016, Nguyễn Minh Trí lập hattrick ngay ở trận ra quân, giúp đội tuyển Futsal Việt Nam đánh bại Guatemala ở World Cup Futsal 2016. Chiến thắng lịch sử này giúp cho đội tuyển Viêt Nam vượt qua vòng đấu bảng ngay ở lần đầu tiên tham gia.
Năm 2021, Nguyễn Minh Trí cùng đội tuyển Futsal Việt Nam tham dự World Cup Futsal ở Litva. Ở đây anh đã có bàn thắng vào lưới đội Panama để trở thành cầu thủ Việt Nam đầu tiên ghi bàn ở hai vòng chung kết World Cup Futsal.

## Giải thưởng
- Quả bóng vàng futsal Việt Nam 2020[3].